# Un soir au Cocktail's Bar
Un soir au Cocktail's Bar est un film muet français de moyen métrage réalisé par Roger Lion, sorti en 1929.

## Fiche technique
- Réalisateur : Roger Lion
- Décors : Bellamy
- Photographie : Amédée Morrin
- Production : Bernard Natan
- Sociétés de production :  Opéra Films, Pathé-Natan
- Format : Noir et blanc - Muet  - 1,33:1
- Genre : Drame
- Date de sortie : 
  - France : 10 mai 2014

## Distribution
- Jim Gérald : Le barman du Cocktail's Bar
- Max Maxudian : Le banquier Myrtil-Breton
- Gina Manès : Gaby, sa maîtresse à court d'argent
- André Nox : L'homme qui boit
- Georges Colin : Le grand Charles
- Olga Valery : la danseuse
- Pierre Juvenet : Le vieux monsieur
- René Lefèvre
- Georges Oltramare